# Феневичи

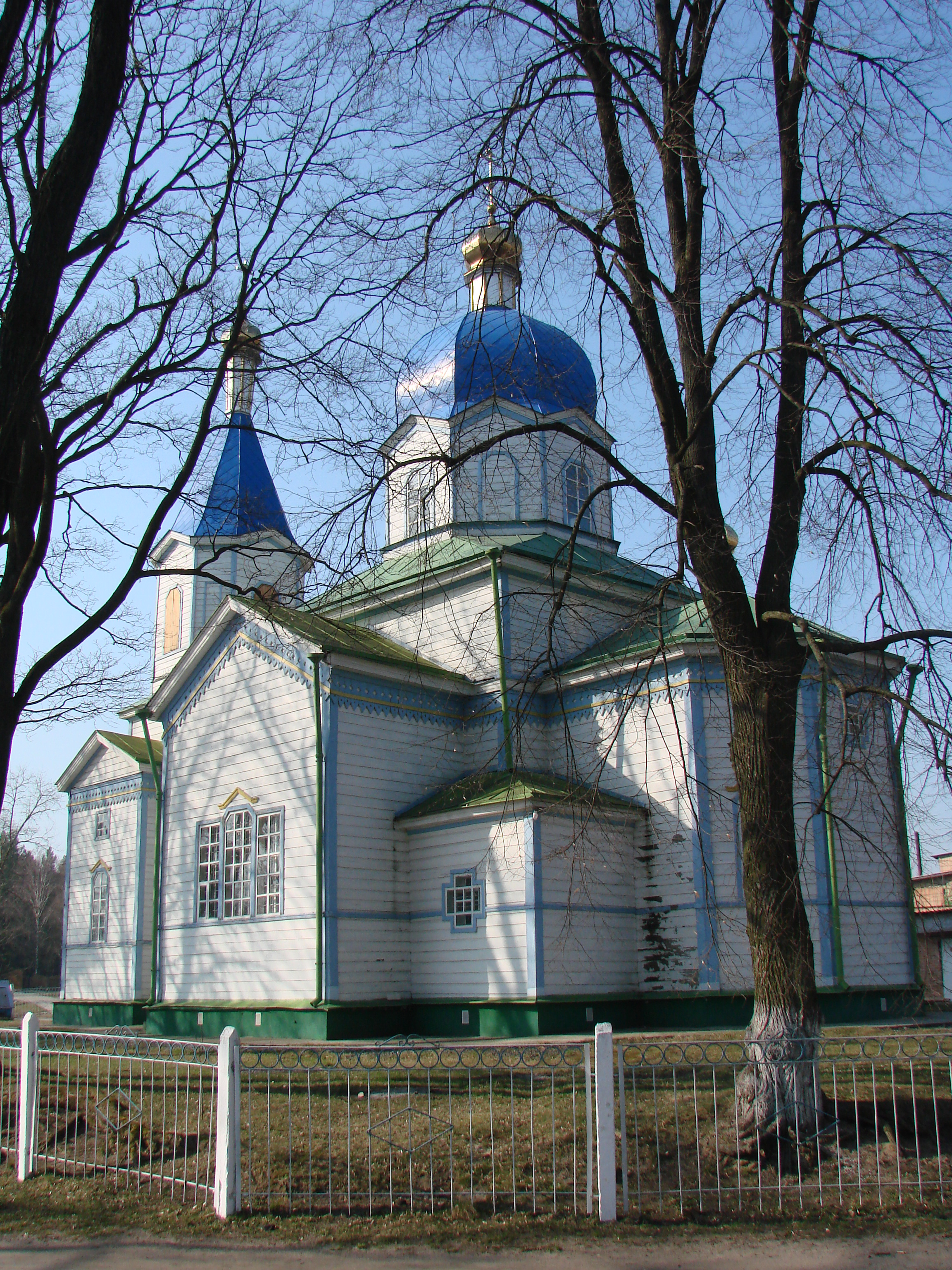
Церковь Святого Александра Невского

Фе́невичи (укр. Феневичі) — село в Иванковском районе Киевской области Украины. Расположено у реки Здвиж.
Население по переписи 2001 года составляло 1135 человек. Почтовый индекс — 07263. Телефонный код — 4591. Занимает площадь 4 км². Код КОАТУУ — 3222086401.

## История
- Лаврентий Похилевич в «Сказании о населённых местностях Киевской губернии» (1864 год) пишет:
  - «на противоположной левой стороне реки Здвижа, в 5-ти верстах от Катюжанки. Жителей обоего пола 751. Деревня эта, состоящая в Радомысльском уезде, принадлежит к Иванковскому имению князя Любомирского. По неудобству сообщения Финевич и соседней деревни Оциталя с приходскими церквами, состоящими в другом уезде и отделяемыми рекой болотистой, в недавнее время владелец Иванковского имения предложил построить в Финевичах особую приходскую церковь, ещё однако не начатую, хотя крайне необходимую».

## Местный совет
Село Феневичи — административный центр Феневичского сельского совета.
Адрес местного совета: 07263, Киевская обл., Иванковский р-н, с. Феневичи.

## Известные жители и уроженцы
- Надбережный, Павел Иосифович (1905—?) — Герой Социалистического Труда.